# Beijing International Challenger 2013
Il Beijing International Challenger 2013 è stato un torneo di tennis giocato sul cemento. È stata la 4ª edizione del torneo: quello maschile fa parte della categoria ATP Challenger Tour nell'ambito dell'ATP Challenger Tour 2013, quello femminile fa parte della categoria ITF Women's Circuit nell'ambito dell'ITF Women's Circuit 2013. Sia il torneo maschile che quello femminile si sono giocati a Pechino in Cina dall'8 al 14 luglio.

## Partecipanti singolare ATP

### Teste di serie
| Nazionalità   | Giocatore           | Ranking* | Testa di serie |
| ------------- | ------------------- | -------- | -------------- |
| Taipei cinese | Lu Yen-hsun         | 75       | 1              |
| Giappone      | Gō Soeda            | 129      | 2              |
| Cina          | Zhang Ze            | 166      | 3              |
| Giappone      | Tatsuma Itō         | 181      | 4              |
| Cina          | Wu Di               | 184      | 5              |
| Giappone      | Hiroki Moriya       | 196      | 6              |
| Thailandia    | Danai Udomchoke     | 247      | 7              |
| Indonesia     | Christopher Rungkat | 301      | 8              |

- Ranking al 24 giugno 2013.

### Altri partecipanti
Giocatori che hanno ricevuto una wild card:
- Bai Yan
- Wang Chuhan
- Ning Yuqing
- Ouyang Bowen

Giocatori che sono passati dalle qualificazioni:
- Hung Jui-Chen
- Na Jung-Woong
- Jun Woong-Sun
- Erik Crepaldi

## Partecipanti WTA

### Teste di serie
| Nazionalità   | Giocatore        | Ranking* | Testa di serie |
| ------------- | ---------------- | -------- | -------------- |
| Taipei cinese | Hsieh Su-wei     | 41       | 1              |
| Giappone      | Misaki Doi       | 94       | 2              |
| Cina          | Duan Yingying    | 111      | 3              |
| Cina          | Zhang Shuai      | 120      | 4              |
| Cina          | Zhou Yimiao      | 142      | 5              |
| Russia        | Dar'ja Gavrilova | 153      | 6              |
| Cina          | Wang Qiang       | 161      | 7              |
| Cina          | Zheng Saisai     | 173      | 8              |

- 1 Rankings al 24 giugno.

### Altre partecipanti
Le seguenti giocatrici hanno ricevuto una wild card per il tabellone principale:
- Xun Fangying
- Wang Yan
- Ye Qiuyu
- Yang Zhaoxuan

Le seguenti giocatrici sono passate dalle qualificazioni:
- Liu Fangzhou
- Jang Su-Jeong
- Liu Wanting
- Wen Xin
- Tang Haochen (lucky loser)
- Zhou Xiao (lucky loser)

Le seguenti giocatrici hanno ricevuto un entry con un protected ranking:
- Michaëlla Krajicek

## Campioni

### Singolare maschile
Lu Yen-hsun ha battuto in finale  Gō Soeda con il punteggio di 6–2, 6–4.

### Singolare femminile
Zhang Shuai ha battuto in finale  Zhou Yimiao con il punteggio di 6–2, 6–1

### Doppio maschile
Toshihide Matsui /  Danai Udomchoke hanno battuto in finale  Gong Maoxin /  Zhang Ze con il punteggio di 4–6, 7–6(6), [10–8].

### Doppio femminile
Liu Chang /  Zhou Yimiao hanno battuto in finale  Misaki Doi /  Miki Miyamura con il punteggio di 7–6(1), 6–4.